# هادي بن أحمد النحوي
هادي بن أحمد بن حسن النّحوي الحلّي النجفي (؟ - 1819) محدّث وشاعر عراقي. ولد في الحلة في أسرة يكتنفها الأدب والعلم، فأبوه أحمد شاعر، وشقيقه محمد رضا شاعر كذلك. هاجر إلى النجف وأقام فيها مدّة ثم عاد إلى الحلة. وبعد إصابته بمرض عضال انتقل إلى النجف فتأثّرت حياته الأدبية ولم يعد يقول إلّا الشعر القليل في مناسبات متباعدة حتى توفي ودفن فيها. له قصائد وردت ضمن بعض الكتب، منها شعراء الحلة والبابليات.

## سيرته
هو هادي أو محمد هادي بن أحمد بن حسن الخياط النجفي الحلي. ولد في مدينة الحلة في سنة غير معلوم. تعلم على أبيه، ثم على محمد مهدي بحر العلوم، حتى ألم بفنون الشعر، وقد تضلع بعلمي الرواية والحديث حتى لقب بالمحدث. عكف على قرض الشعر وعلوم الرواية والدراية والحديث. هاجر إلى النجف وأقام فيها ثم عاد إلى الحلة. وبعد إصابته بمرض عضال انتقل إلى النجف فتأثّرت حياته الأدبية ولم يعد يقول إلّا الشعر القليل في مناسبات متباعدة حتى توفي ودفن فيها سنة 1819 م/ 1235 هـ.

## شعره
ذكره عبد العزيز البابطين في معجمه وقال «المتاح من شعره قليل خاض به الأغراض المألوفة، مثل: الرثاء، والمديح، وتقريظ الكتب والقصائد والرسائل كما مارس التخميس. شعره حسن جزل الصياغة، يظهر تأثره بموروث الشعر العربي القديم، وقد ضمن قصائده بعضًا منه، كما ظهر ذلك في معجمه اللغوي وفي صوره، ويتسم شعره بطول النفس ومتانة التراكيب.»